# Kampfhubschraubergeschwader 3
Das Kampfhubschraubergeschwader 3 Ferdinand von Schill (KHG-3) war ein Verband der Nationalen Volksarmee der DDR. Stationiert war es auf dem Flugplatz Cottbus-Nord. Es war als Teil der Armeefliegerkräfte den Landstreitkräften unterstellt.

## Geschichte
Ein Jahr nach Aufstellung des ersten Kampfhubschrauberverbandes der NVA, des Hubschraubergeschwaders 54, wurde am 1. Dezember 1976 innerhalb des Hubschraubergeschwaders 34 die Hubschrauberstaffel 64 in Brandenburg-Briest gebildet. Anfangs war die HS-64 noch mit zu Kampfhubschraubern umgerüsteten Mi-8T ausgestattet, erhielt aber 1979 Mi-8TB-Hubschrauber sowie 1981 einige Mi-24D. Am 1. Dezember 1981 wurde die HS-64 aus dem HG-34 herausgelöst und offiziell als Kampfhubschraubergeschwader 67 aufgestellt. Zu dieser Zeit bestand die Einheit aus zwei Staffeln mit 13 Mi-8TB, vier Mi-24D, zwei Mi-8T und einem Mi-8S.
Nach der Verlegung des Jagdfliegergeschwaders 1 von Cottbus auf den Flugplatz Holzdorf wurde der Platz im November 1982 vom KHG-67 belegt. Für den Flugbetrieb wurden zur vorhandenen Infrastruktur noch einige zusätzliche Stellplätze aus Betonfertigteilen angelegt. Am 1. Dezember 1982 erfolgte die offizielle Übernahme des Platzes. Zuvor war am 12. Juni gleichen Jahres die Unterstellung des Geschwaders sowie des bereits 1975 aufgestellten KHG-57 in Basepohl unter das FO FAFK (Führungsorgan der Front- und Armeefliegerkräfte) innerhalb der Luftstreitkräfte/Luftverteidigung erfolgt. 1983 begannen die Planungen, um die beiden Geschwader, der sowjetischen Doktrin entsprechend, den Landstreitkräften zu unterstellen. Im September 1983 wurde das Geschwader deshalb um eine 3. Staffel vergrößert. Sie verfügte neben Mi-8T und Mi-2 ab dem 29. Mai 1984 auch über vier als fliegende Kommandozentralen fungierende Mi-9. Am 14. November erfolgte die Übernahme durch die Landstreitkräfte der NVA mit Unterstellung unter den MB III (Militärbezirk) mit Sitz in Leipzig.
Ab April 1982 war das KHG-67 auch für Luftraum- und Grenzsicherungsaufgaben verantwortlich (DHS). Zu diesem Zweck war auf dem Flugplatz Meiningen ganzjährig eine Mi-8TB, später eine Mi-24D stationiert. In den Monaten April bis Oktober kamen die Standorte der Funktechnischen Kompanien 514 in Kreuzebra (eine Mi-8TB) und 512 in Steinheid (eine Mi-24D) hinzu.
Am 1. Dezember 1986 wurde die kurz zuvor aufgestellte 3. Staffel mit vier Mi-2 und vier Mi-9 aus dem Geschwader herausgelöst und unter der Bezeichnung HSFA-3 (Hubschrauberstaffel der Führung und Aufklärung) dem Militärbezirkskommando direkt unterstellt, gleichzeitig erhielt das KHG-67 die Bezeichnung Kampfhubschraubergeschwader 3. Zu diesem Zeitpunkt verfügte das KHG-3 über 13 Mi-8TB und 19 Mi-24D. Für die nächsten Jahre war noch ein Ausbau der Basis sowie die Aufstockung auf drei Kampfhubschrauberstaffeln vorgesehen, jedoch verhinderten die ab Mitte der 1980er Jahre verringerten Rüstungsausgaben größere Durchführungen. Der Aufbau der 3. Staffel wurde nach den politischen Ereignissen 1990 abgebrochen.
Nach der politischen Wende wurden vier Mi-8TB des Geschwaders demilitarisiert und zusammen mit zwei Mi-2 der HSFA-3 ab April 1990 für SAR- und Luftrettungsaufgaben eingesetzt. Am 3. Oktober 1990 wurde das KHG-3 vorübergehend von der Bundeswehr übernommen. Die restlichen Mi-8TB wurden danach ebenfalls abgerüstet und als Mi-8B für Transportaufgaben eingesetzt, die Mi-24D nur noch zur Zustandserhaltung geflogen. Am 26. März 1991 wurde das KHG-3 schließlich aufgelöst und ging in der Heeresfliegerstaffel Ost und Heeresfliegerstaffel 70 auf. Beide Staffeln verfügten über je acht Mi-8B und zwei Mi-2A. Die Mi-24D wurden nicht mehr genutzt und schließlich an Polen und Ungarn abgegeben oder in Museen überführt.

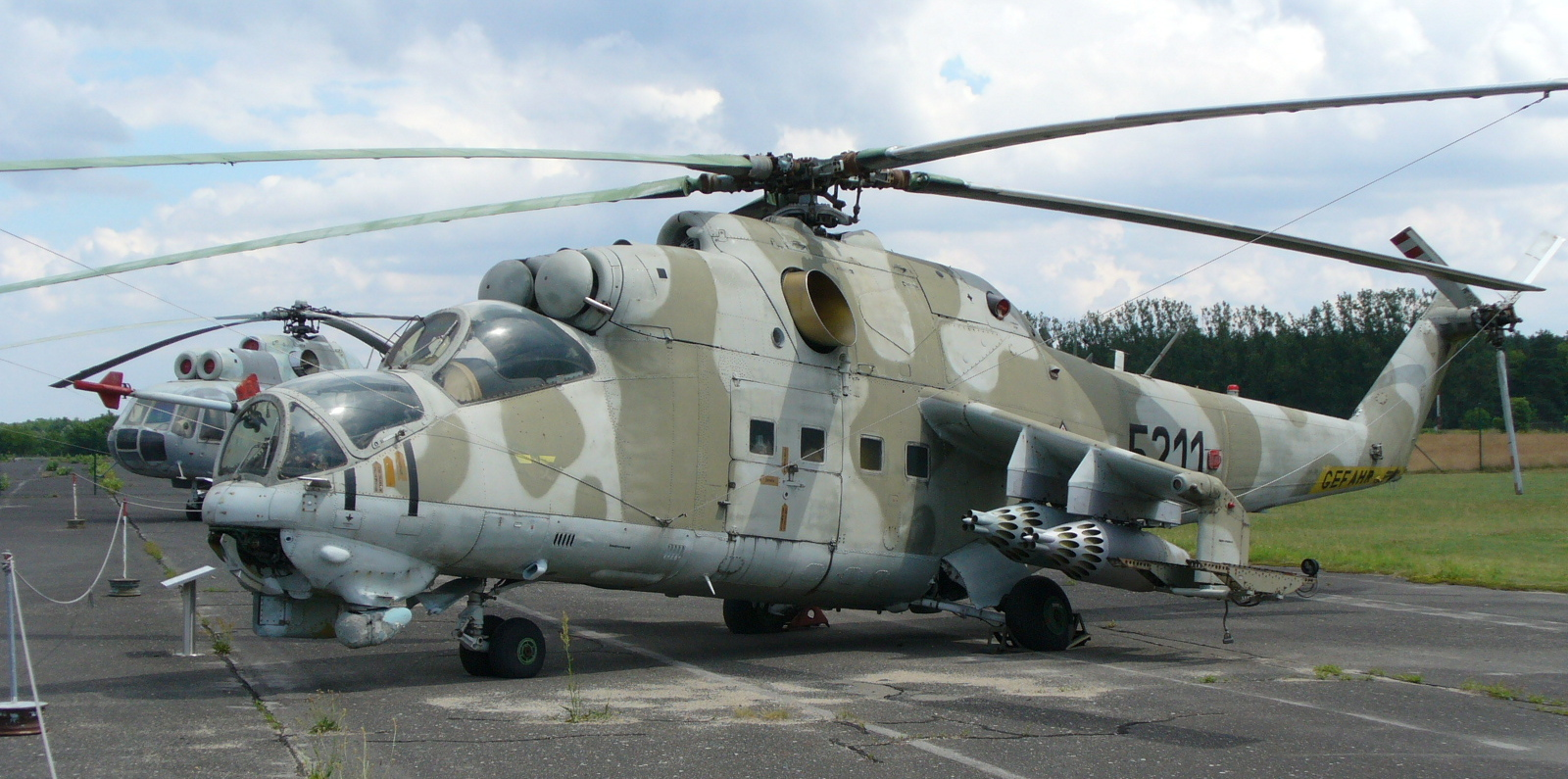
Die Mi-24D des KHG-67 mit der Nummer 521 stürzte am 3. Juni 1982 bei Briest in die Havel, wurde geborgen und diente anschließend an der Militärtechnischen Schule der Luftstreitkräfte/Luftverteidigung „Harry Kuhn“ als Lehrstück.
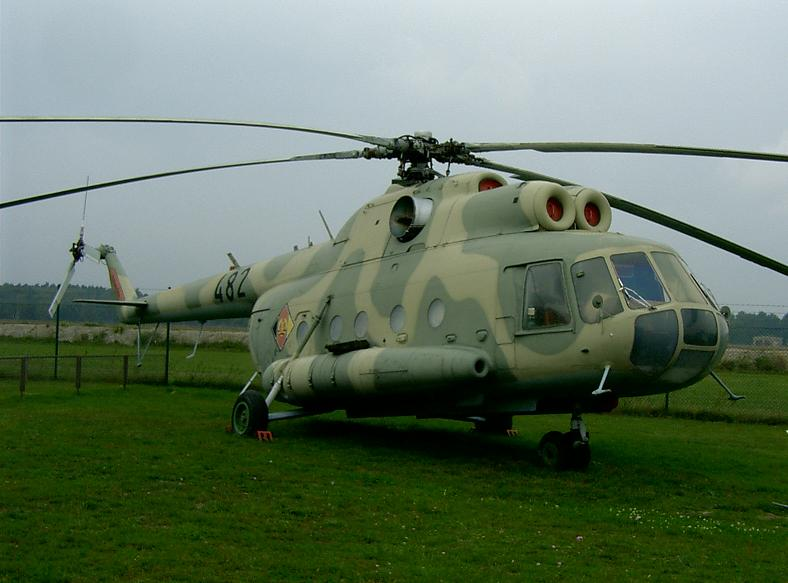
Diese Mi-9 flog bis 1984 beim KHG-57, bevor sie an das KHG-67, dem späteren KHG-3 abgegeben wurde. 1986 wechselte sie zur HSFA-3 und wurde nach Übernahme durch die Bundeswehr im Oktober 1990 ausgemustert.
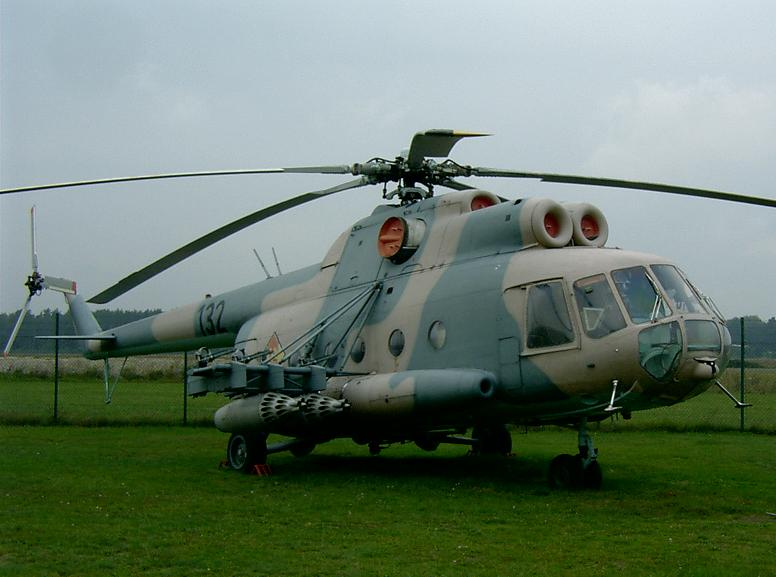
Die Mi-8TB mit der Nummer 132 kam 1981 vom HG-54 zur HS-64, dem späteren KHG-3, und wurde im Oktober 1990 von der Bundeswehr außer Dienst gestellt.

## Kommandeure
| Dienstgrad     | Name          | Dienstzeit                       | Anmerkungen   |
| -------------- | ------------- | -------------------------------- | ------------- |
| Oberstleutnant | Rainer Krautz | 1. Dezember 1981 – 31. Juli 1989 |               |
| Oberstleutnant | Gerd Franke   | 1. Juni 1989 – 31. Juli 1989     | in Vertretung |
| Oberstleutnant | Gerd Franke   | 1. August 1989 – 2. Oktober 1990 |               |

## Hubschrauberbestand am 2. Oktober 1990
| Anzahl | Typ        |
| ------ | ---------- |
| 16     | Mil Mi-8TB |
| 19     | Mil Mi-24D |
| 4      | Mil Mi-9   |
| 4      | Mil Mi-2   |
| 1      | Mil Mi-8S  |